# Linognathoides traubi
Linognathoides traubi är en insektsart som först beskrevs av Rubin 1946.  Linognathoides traubi ingår i släktet Linognathoides och familjen ledlöss. Inga underarter finns listade i Catalogue of Life.